# Deutsche Sledge-Eishockey Liga 2014/15
Die Saison 2014/15 war die 15. Spielzeit der Deutschen Sledge-Eishockey Liga. Die Saison startete am 19. Oktober 2014 und endete am 17. März 2015. Die Weserstars Bremen gewannen erstmals in ihrer Vereinsgeschichte die Meisterschaft.

## Teilnehmer
Am Spielbetrieb nahmen im Vergleich zum Vorjahr zwei Mannschaften weniger teil: die Sledge-Eishockey-Abteilung des Kölner Eis-Klub wurde nach einem Streit mit dem Präsidium des KEK wegen eines Sponsors aufgelöst. Dessen Spieler, zum Teil niederländische Nationalspieler,  wechselten nach Dresden, Kamen, Wiehl oder zu holländischen Clubs. Die Spielgemeinschaft Bremen/Adendorf löste sich auf, stattdessen nahmen nun die Weserstars Bremen allein teil. Die Heidelberg Ice Knights nahmen nicht mehr am Spielbetrieb teil. Aufgrund der Kooperation der Cardinals Dresden mit dem ECC Preussen Berlin bildeten diese Mannschaften ebenfalls eine Spielgemeinschaft.
- Weserstars Bremen
- SG Preussen/Sachsen
- SG Kamen/Wiehl
- Ice Lions Langenhagen

## Modus
Die vier teilnehmenden Mannschaften trugen die Spielzeit zunächst im Ligasystem aus. Dabei spielte jedes Team insgesamt sechsmal und somit zweimal gegen jede andere Mannschaft. Anschließend folgte ein Finalturnier aller vier Mannschaften um den Gewinn der deutschen Meisterschaft im K.-o.-System.
Für einen Sieg gab es drei Punkte. Bei einem Unentschieden folgte ein Penaltyschießen. Der Sieger des Penaltyschießens erhielt zwei Punkte, der unterlegenen Mannschaft wurde ein Zähler gutgeschrieben.

## Abschlusstabelle
Abkürzungen: Sp = Spiele, S = Siege, SnP = Siege nach Penaltyschießen, NnP = Niederlage nach Penaltyschießen, N = Niederlagen, Pkt = Punkte
|    |                       | Sp | S | SnP | NnP | N | Tore  | Pkt |
| -- | --------------------- | -- | - | --- | --- | - | ----- | --- |
| 1. | Weserstars Bremen     | 6  | 5 | 0   | 0   | 1 | 20:08 | 15  |
| 2. | SG Preussen/Sachsen   | 6  | 3 | 0   | 1   | 2 | 35:13 | 10  |
| 3. | Ice Lions Langenhagen | 6  | 1 | 1   | 2   | 2 | 22:15 | 7   |
| 4. | SG Kamen/Wiehl        | 6  | 0 | 0   | 2   | 4 | 04:35 | 2   |

## Finalturnier
|  | Halbfinale | Halbfinale            | Halbfinale |                  |                  | Finale           | Finale                | Finale     |
|  |            |                       |            |                  |                  |                  |                       |            |
|  | 28.03.2015 |                       |            |                  |                  |                  |                       |            |
|  | 1          | Weserstars Bremen     | 6          |                  |                  | 29.03.2015       | 29.03.2015            | 29.03.2015 |
|  | 4          | SG Kamen/Wiehl        | 5          |                  |                  | 1                | Weserstars Bremen     | 6          |
|  |            |                       |            |                  |                  | 3                | Ice Lions Langenhagen | 2          |
|  |            |                       |            |                  |                  |                  |                       |            |
|  | 28.03.2015 | 28.03.2015            | 28.03.2015 | Spiel um Platz 3 | Spiel um Platz 3 | Spiel um Platz 3 |                       |            |
|  | 2          | SG Preussen/Sachsen   | 3          | 29.03.2015       | 29.03.2015       | 29.03.2015       |                       |            |
|  | 3          | Ice Lions Langenhagen | 5          |                  |                  | 2                | SG Preussen/Sachsen   | 6          |
|  |            |                       |            |                  |                  | 4                | SG Kamen/Wiehl        | 5          |
|  |            |                       |            |                  |                  |                  |                       |            |